# 滇南桂
滇南桂（学名：Cinnamomum austro-yunnanense）是樟科樟属的植物，其种加词“austro-yunnanense”意为“云南南部的”。中国特有植物。分布于中国大陆的云南等地，生长于海拔200米至600米的地区，多生于热带林中阴处，目前尚未由人工引种栽培。

## 别名
野肉桂（云南河口）